# Fellhaneropsis
Fellhaneropsis — рід лишайників родини Pilocarpaceae. Назва вперше опублікована 1996 року.

## Історія
Рід Fellhaneropsis було вперше описано для двох лишайників, які раніше були включені до космополітичного роду Fellhanera Vězda.

## Класифікація
До роду Fellhaneropsis відносять 10 видів:
- Fellhaneropsis almquistiorum — поширений у Швеції та Німеччині.
- Fellhaneropsis australiana — поширений на південному сході Нового Південного Уельсу та південної Вікторії, Австралія.
- Fellhaneropsis kurokawana — поширений в Японії.
- Fellhaneropsis macrocarpa — поширений на острові Лорд-Гоу, Новий Південний Уельс, Австралія
- Fellhaneropsis myrtillicola — поширений в помірних до бореальних широтах у Північної півкулі.
- Fellhaneropsis pallidonigrans — поширений в лісах Вікторії та Тасманії, Австралія.
- Fellhaneropsis rhododendri — поширений в Нідерландах.
- Fellhaneropsis subantarctica — поширений на острові Герд на півдні Індійського океану.
- Fellhaneropsis tasmanica — поширений в південно-західній частині Тасманії, Австралія.
- Fellhaneropsis vezdae — поширений в помірних до бореальних широтах у Північної півкулі.